# Alfred Boucher
Alfred Jean Boucher (Bouy-sur-Orvin, 23 de septiembre de 1850 - Aix-les-Bains, 18 de agosto de 1934) fue un escultor francés que realizó numerosas obras de factura clásica a finales del siglo XIX y principios del XX.

## Datos biográficos
Alfred Boucher nació el 23 de septiembre de 1850 en Bouy-sur-Orvin, localidad vecina a Nogent-sur-Seine, en el departamento del Aube, a cien kilómetros de París, donde su padre era agricultor. Su familia se instaló en esta localidad en 1859 al servicio del escultor Joseph Marius Ramus (1805-1888). Descubierto e influido por el artista al que ayudaba en el taller, el adolescente es presentado a Paul Dubois (1829-1905), reputado escultor, nativo de Nogent-sur-Seine, que le encauza en la vocación artística. 
Pensionado por las becas de su ciudad natal y de su departamento, Alfred Boucher entró en la Escuela de bellas Artes de París en 1869 y asistió a los cursos de Paul Dubois y de Antoine Dumont (1801-1884). Malogrado por dos veces su intento de ganar el Premio de Roma, obtuvo en dos ocasiones el segundo premio, en 1876 y 1878·, viajó a Italia en dos ocasiones en 1877-1878 y en 1883-1884.
Sus estatuas de factura clásica le proporcionaron poco a poco reconocimiento y el Salón de París de 1881 le premió por la piedad filial - la Piété filiale. Desde entonces su celebridad se acrecentó, por la difusión de reproducciones en bronce reducidas de sus obras y por los muchos bustos que realizó, inmortalizando tanto a hombres de Ciencia como Laennec, hombres de Letras como Maupassant, como personalidades políticas como el rey de Grecia Jorge I o el presidente Jean Casimir-Périer, y muchos otros.

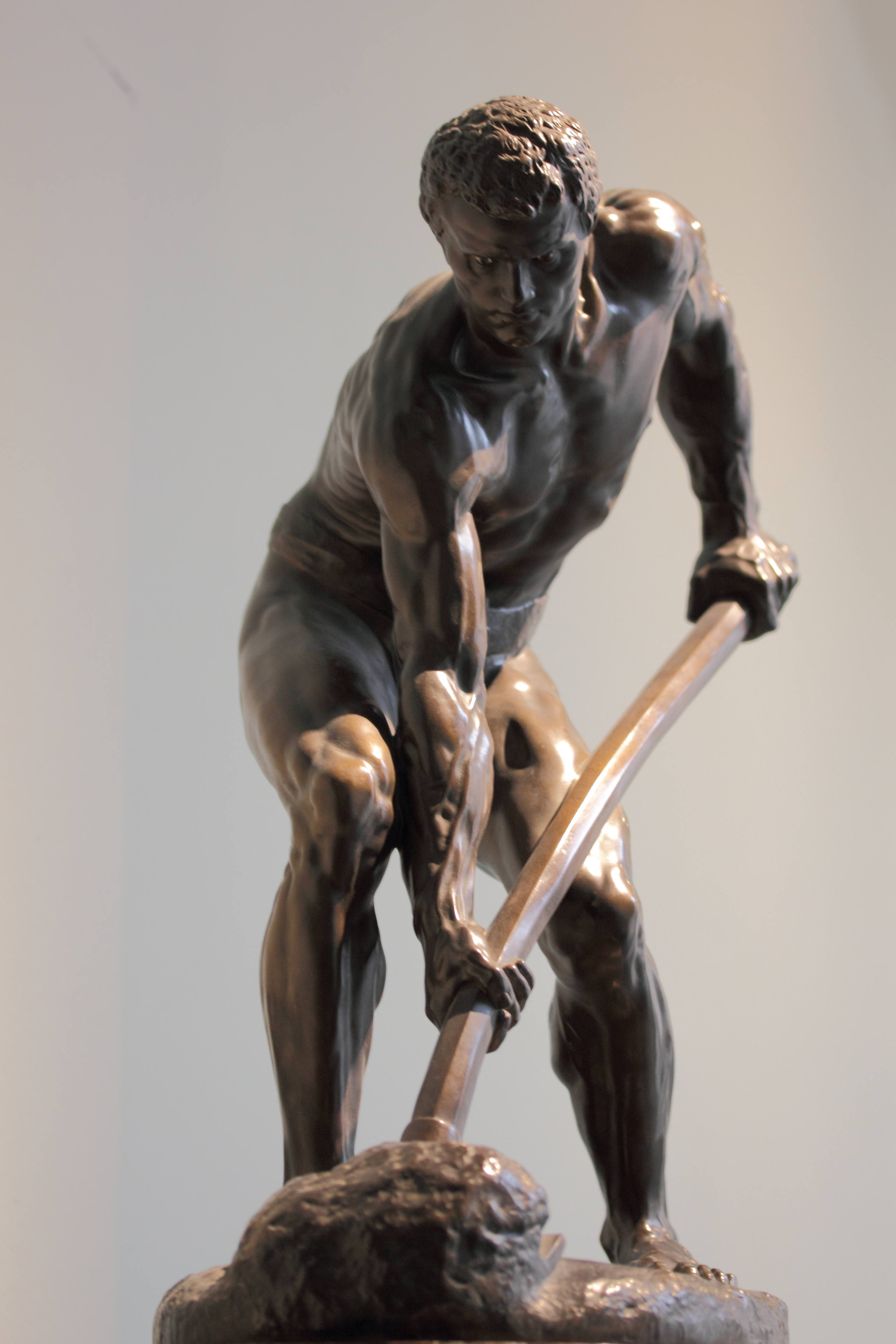
le Terrassier - Alfred Boucher. Musée des Beaux-Arts de Rennes

Se convirtió en artista oficial, premiado con la Legión de Honor, Caballero en 1887, Oficial en 1894, Comandante en 1906 y Gran-Oficial en 1925·, y trató con éxito diversos temas. En una corriente realista, que expresa el gusto de su tiempo por los Juegos Olímpicos antiguos y el Renacimiento con su grupo de "corredores llegando a la meta ", que ganó un premio en el Salón de 1886 en París. Una versión más grande fue realizada en bronce e instalada en los Jardines de Luxemburgo, pero fue fundida durante la ocupación alemana, en la Segunda Guerra Mundial. Dentro del mismo espíritu retrató al atleta lanzador de disco Gustave Huot como discóbolo antiguo, en una medalla.

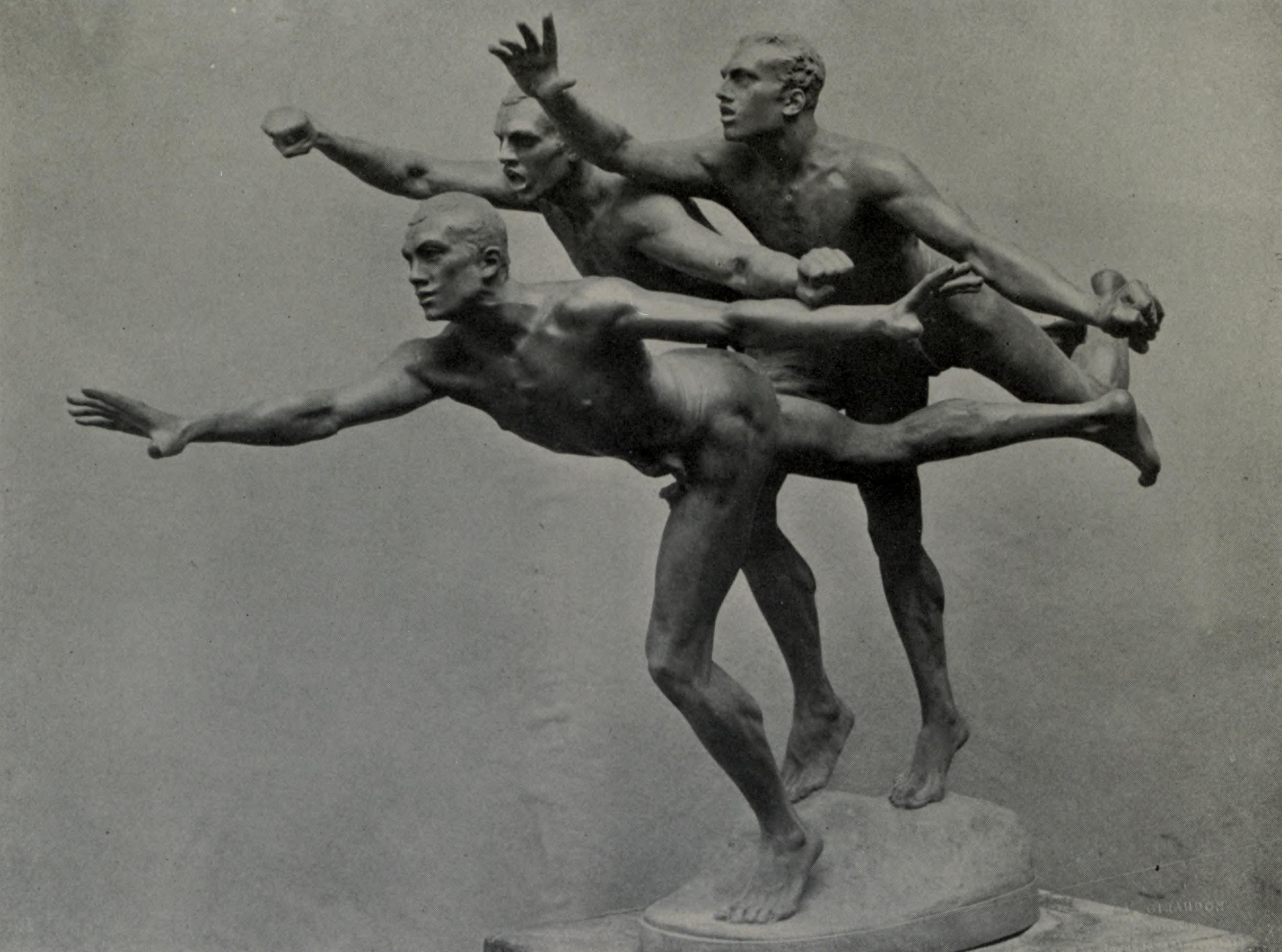
Escultura de los atletas llegando a la meta. La obra fue destruida durante la Segunda Guerra Mundial. Fundición Siot-Decauville.

Como sus colegas de la época, también abordó las cuestiones sociales y naturalistas que representan a las personas en el trabajo, como Terrassier o Pequeña cosechadora. Prefirió, sin embargo, los temas más poéticos asociados con la naturaleza, mujeres desnudas y figuras mitológicas, como en la serie de Volubilis y las bañistas por ejemplo. Estos temas decorativos, suelen ser difundidos a través de reproducciones en bronce, mármol o porcelana de Sevres que se encuentran todavía en los catálogos de marchantes de arte especializados.
Apreciado por la burguesía adinerada y las autoridades políticas, se trasladó a Aix-les-Bains en 1889, conservando su estudio de París, y honrado con numerosos encargos de obras y monumentos conmemorativos. Un ejemplo es el mausoleo Herriot de 1899 o la sepultura del ministro de Lyon, Burdeau para el cementerio del Père-Lachaise. Paralelamente, pintó algunos lienzos ya olvidados.
En el apogeo de su fama, fue galardonado con el Gran Premio de Escultura de la Exposición de París de 1900 y continuó trabajando. Al final de su vida y después de la Gran Guerra, utilizando un nuevo material, el hormigón armado, Alfred Boucher realizó los monumentos a los muertos de Nogent-sur-Seine (1920) y Aix-les-Bains (1922).
Fiel a la ciudad que lo había sostenido en sus años de formación, en 1902 fundó un museo en Nogent-sur-Seine (museo Paul Dubois - Alfred Boucher), que alberga algunas de sus obras. Generoso filántropo, fundó el mismo año la Ruche - la Colmena, para ayudar a los artistas jóvenes, haciendo talleres para ellos en el barrio de Montparnasse, reutilizando un pabellón de la Expo. También tuvo un papel de formación para la próxima generación mediante el fomento del talento de Laure Coutan o Camille Claudel , que hizo un busto de su primer maestro, o de Louis Morel (1887 - 1975) que se convirtió en el colaborador - médico de Auguste Renoir en Essoyes en el Aube.
Murió casi con 84 años en Aix-les-Bains en 1934 y una retrospectiva de su obra le honró en 1935 en París.

## Obras
Entre las mejores y más conocidas obras de Alfred Boucher se incluyen las siguientes:

### Primeras obras
- l'enfant à la fontaine - El niño en la fuente
- Jason enlevant la Toison d’Or- Jasón mostrando el Toisón de Oro , segundo gran Premio de Roma 1876
- Mort de Caton d'Utique -Muerte de Catón de Útica (yeso- concurso del prix de Rome 186/78 (musoe de bellas-artes de Troyes)
- Eva después del pecado (Ève après la faute)  ,1878
- Vénus Astarté , 1880
- Leda
- La Piedad filial - La Piété filiale (1881) (museo de Nogent-sur- Seine)
- Propósito - Au but (1886)

### Bustos y sepulturas
- Mr Bertrand, antiguo procurador general en la corte de París (original en mármol 1875 - copia de yeso en Troyes)
- Camille Claudel leyendo hacia 1876-1877 (museo Rodin)
- El presidente de la república Jean-Casimir Périer (mármol 1896 - copia en Troyes)
- Jorge I de Grecia,
- María-Pia de Rumanía
- Guy de Maupassant
- Laennec descubriendo la auscultación.
- Amédée Pichot, publicista ( yeso - museo de bellas artes Troyes)
- Arsène Thévenot (museo de bellas artes Troyes)
- Antonin Dubost, busto en bronce (Nogent)
- Madame Dupuytren (mármol 1882 - copia en Troyes)
- Sepultura de Ferdinand Barbedienne (1810-1892) Grupo de tres estatuas en bronce mayores que el natural (La inspiración -L'Inspiration, El trabajo-Le Travail, "La joven carnicera-La Petite Boucher"). Cementerio del Père Lachaise.
- Retrato de Julien Boucher, padre del artista (bronce Nogent 1896 - copia yeso en el museo de bellas artes Troyes)
- la duquesa de Vicence (mármol 1894 - copia en Troyes) La obra original se conserva en Caulaincourt (Aisne) en la capilla funeraria de la familia de Vicence- de Caulaincourt.
- monumento Flachat (1897)
- mausoleo Herriot (1899)
- sepultura del médico Théodore Keller (1845-1898) (cementerio del Père Lachaise)
- Busto (1901) de Mozafareddin Shah, Shah de Irán de 1896 à 1907; conservado en la embajada de Francia en Teherán, según el registro del Ministerio de asuntos Exteriores de Francia.
- sepultura del ministro Burdeau (1901 - cementerio del Père Lachaise : busto en bronce de Burdeau y frente a la pirámide una niña joven, simbolizando la posteridad).
- La filosofía de la Historia (1898-1900)

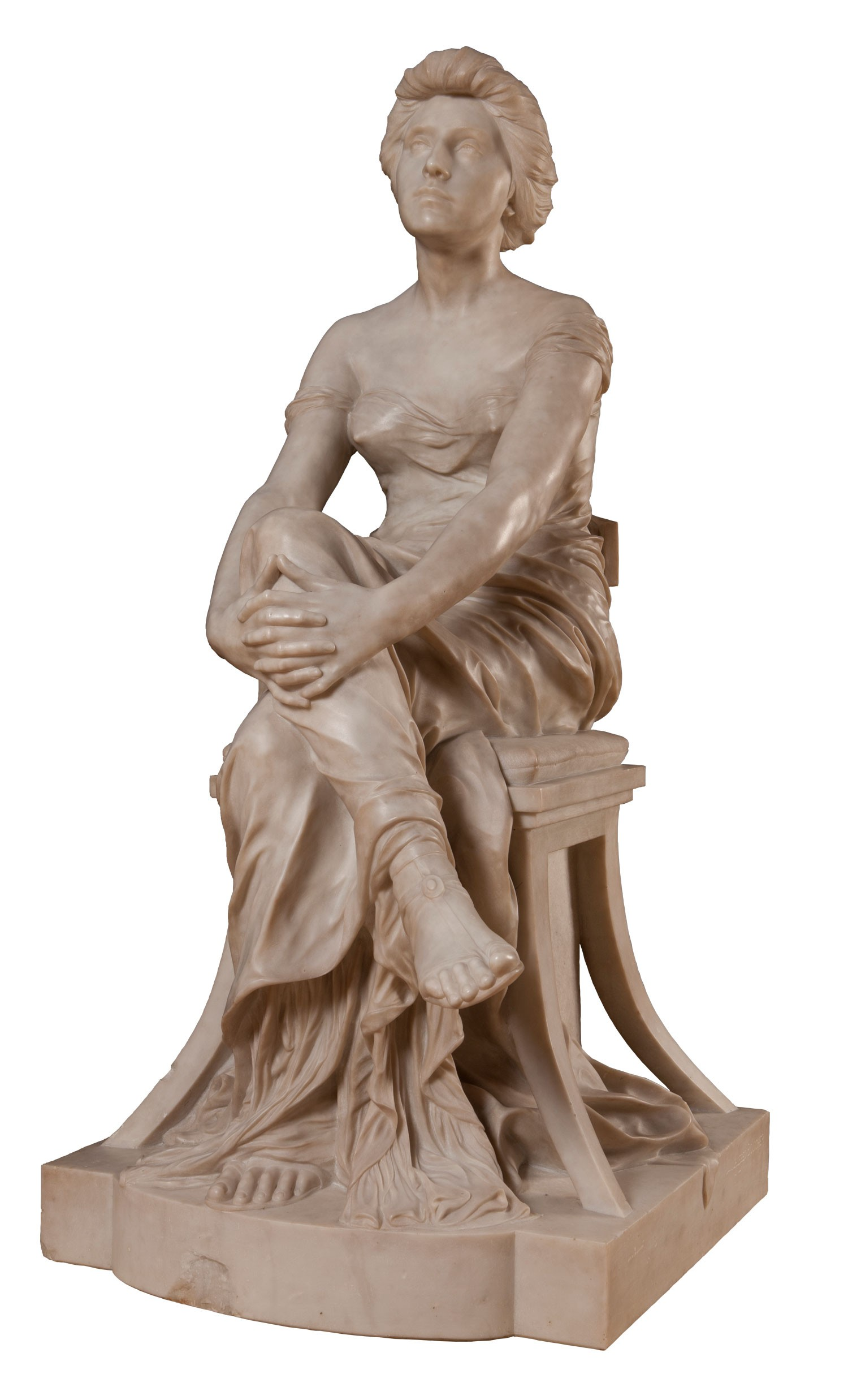
Figura de mujer sentada

- Auguste Burdeau (1815-1894) (1903 - Jardín de Plantas de Lyon).
- monumento Ollier (1904 - cementerio del Père Lachaise)
- monumento a los Muertos de Nogent-sur-Seine (1920)
- monumento a los Muertos de Aix-les-Bains (1922).
- lápida en piedra de Albert Bartholomé (1928 - Père Lachaise)

### Estatuillas realistas
- el excavador - le terrassier (bronce)
- El herrero - Le forgeron
- La pequeña cosechadora - La petite moissonneuse (bronce)
- En la tierra - A la terre, escultura en mármol (Nogent)
- El leñador - Le bûcheron (Nogent)

### Sujetos diversos
- Volubilis (mármol Orsay / Troyes/ Nogent/ colección privada, Londres)
- Campos - Aux champs (mármol - Troyes)
- Hirondela herida - Hirondelle blessée ,
- Diana sorprendida en el baño- Diane surprise au bain  (la baigneuse) (mármol - Nogent)
- Souvenir - Recuerdo (bronce)
- Fauno y faunesa - Faune et faunesse (mármol hacia 1899 - Troyes)
- ternura - La Tendresse - Invierno - l'Hiver (1906 - Bouy-sur-Orvin (Aube)
- El descanso - Le repos (original mármol museo de Pau 1890 - copia de yeso en Troyes - copia de porcelana Nogent)
- Bailarina - Ballerina (Nogent)
- Tierra - A la terre (Saint-Benoît-de-Carmaux)

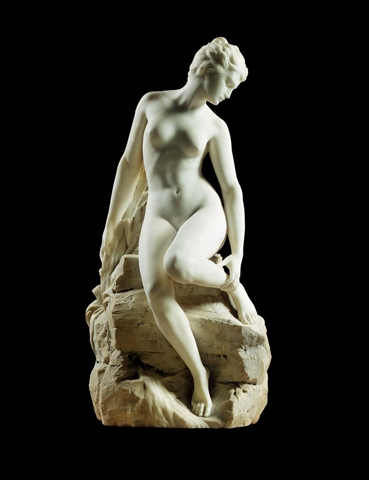
Baigneuse - Alfred Boucher

## Colecciones públicas
- Museo de Bellas Artes de Troyes
- Museo Paul Dubois - Alfred Boucher de Nogent-sur-Seine
- Cementerio del Père Lachaise, París
- Museo Soumaya[4]

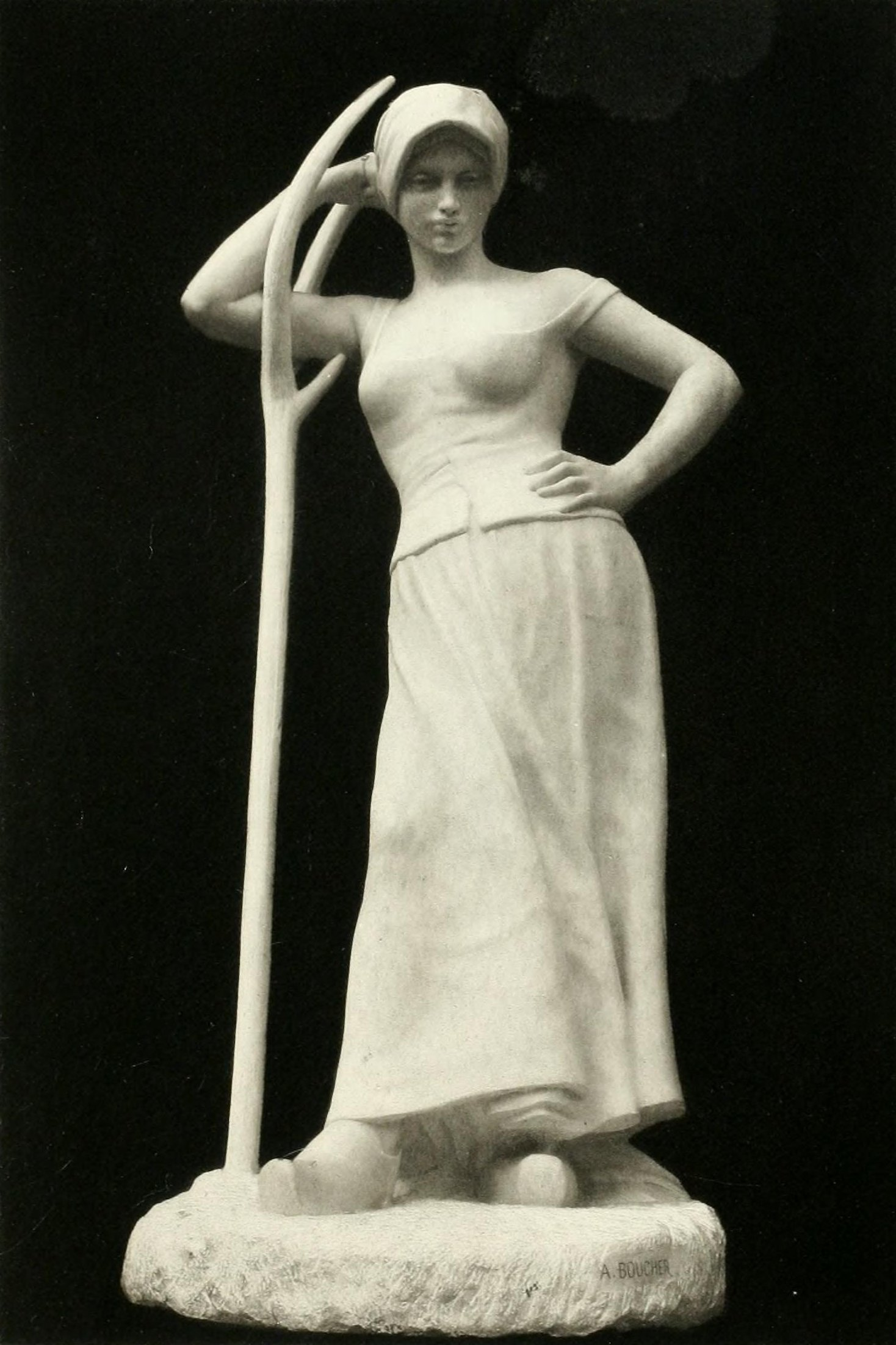
Fotografía de la campesina del salón de 1897
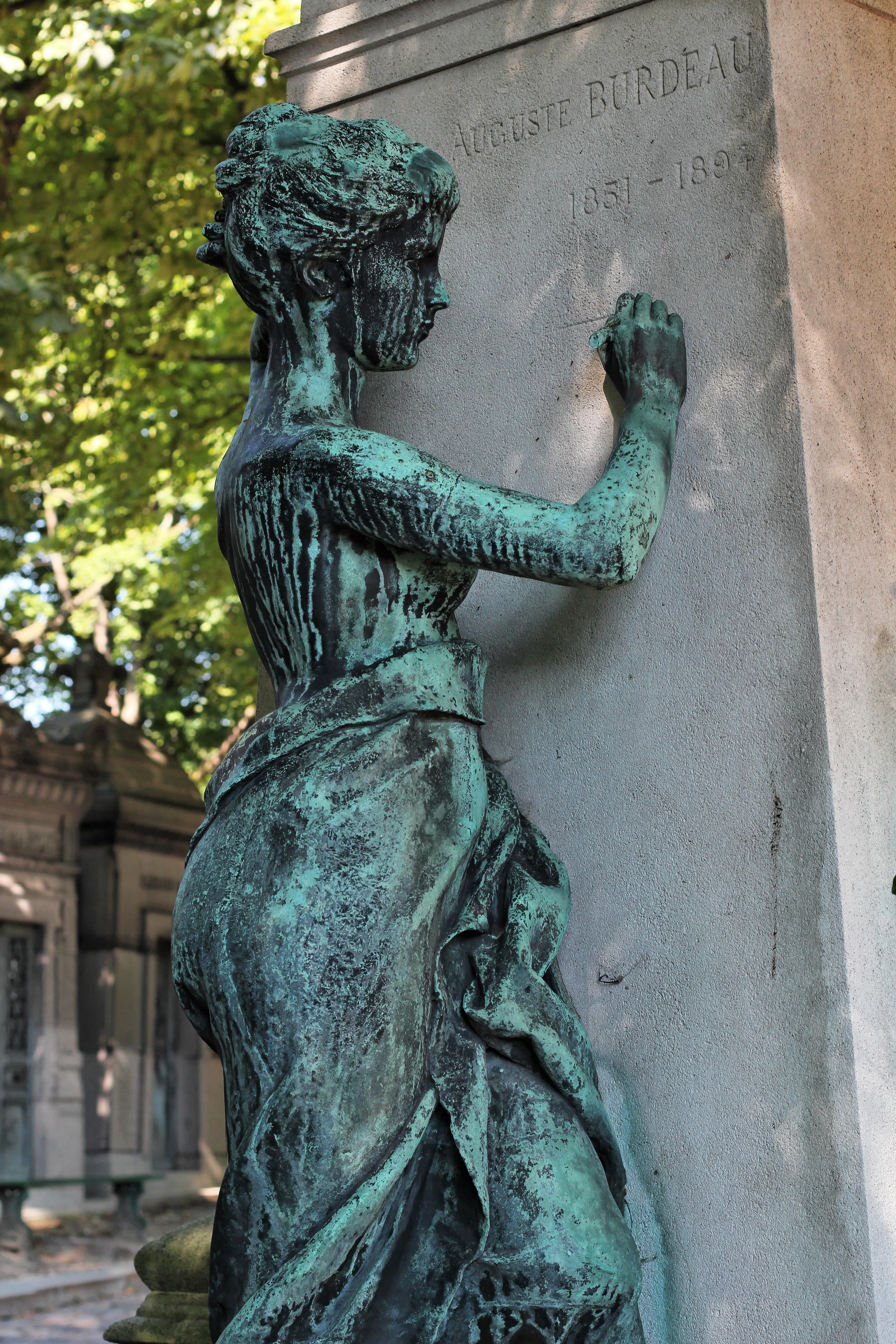
La inspiración
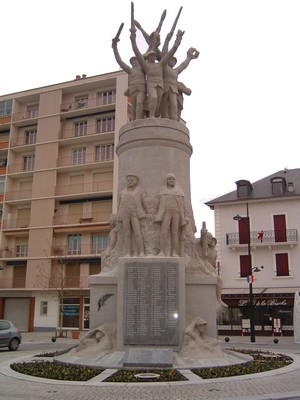
Monumento a los muertos de Aix-les-Bains
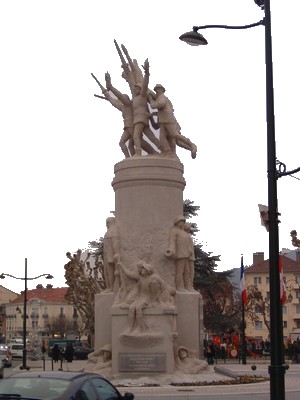
otra vista del anterior
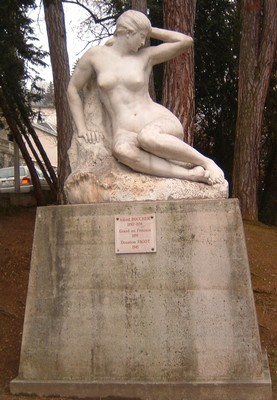
Estatua de Alfred Boucher instalada en el parque público del museo Faure en Aix-les-Bains
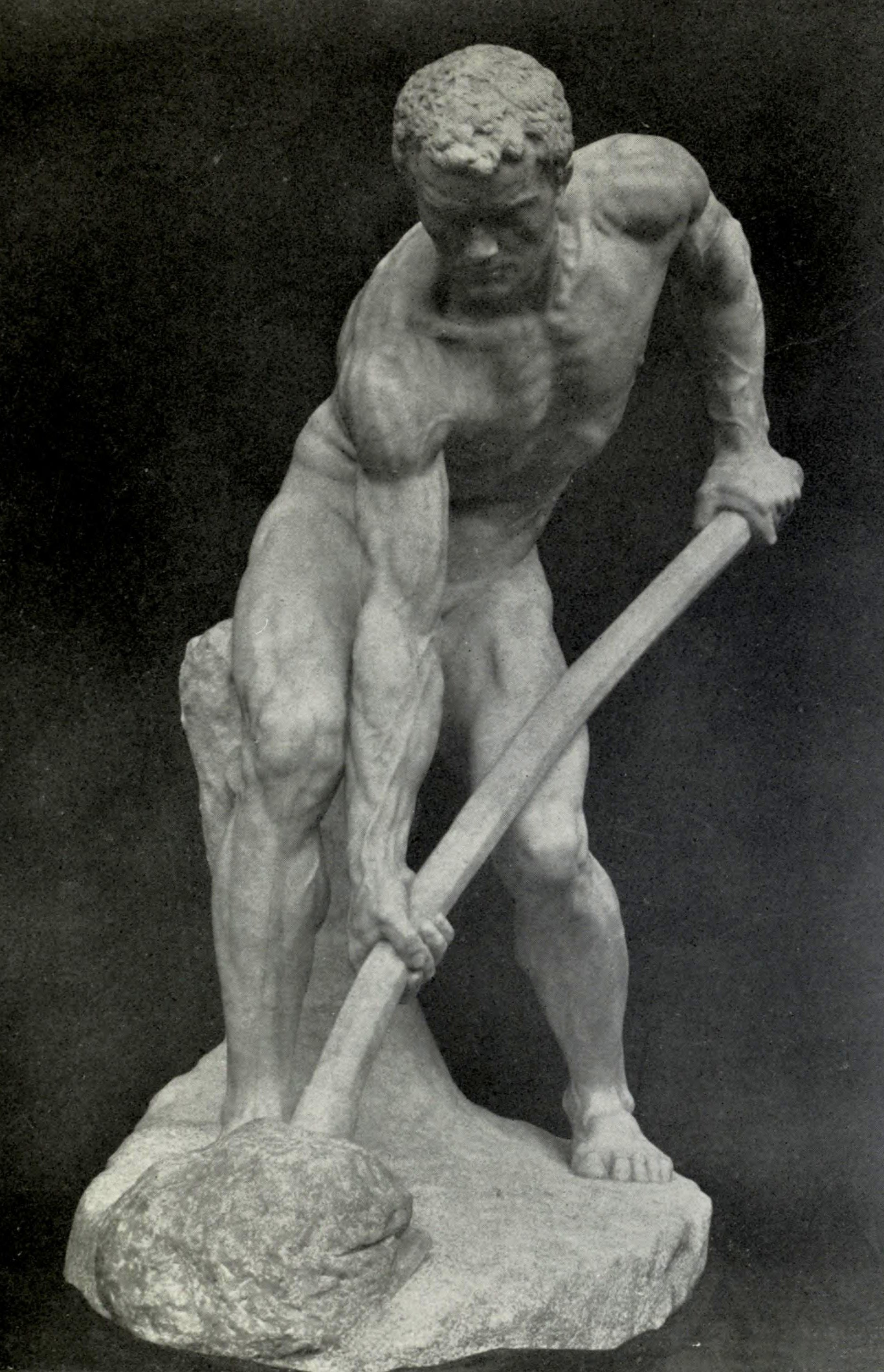
Otra vista de el excavador
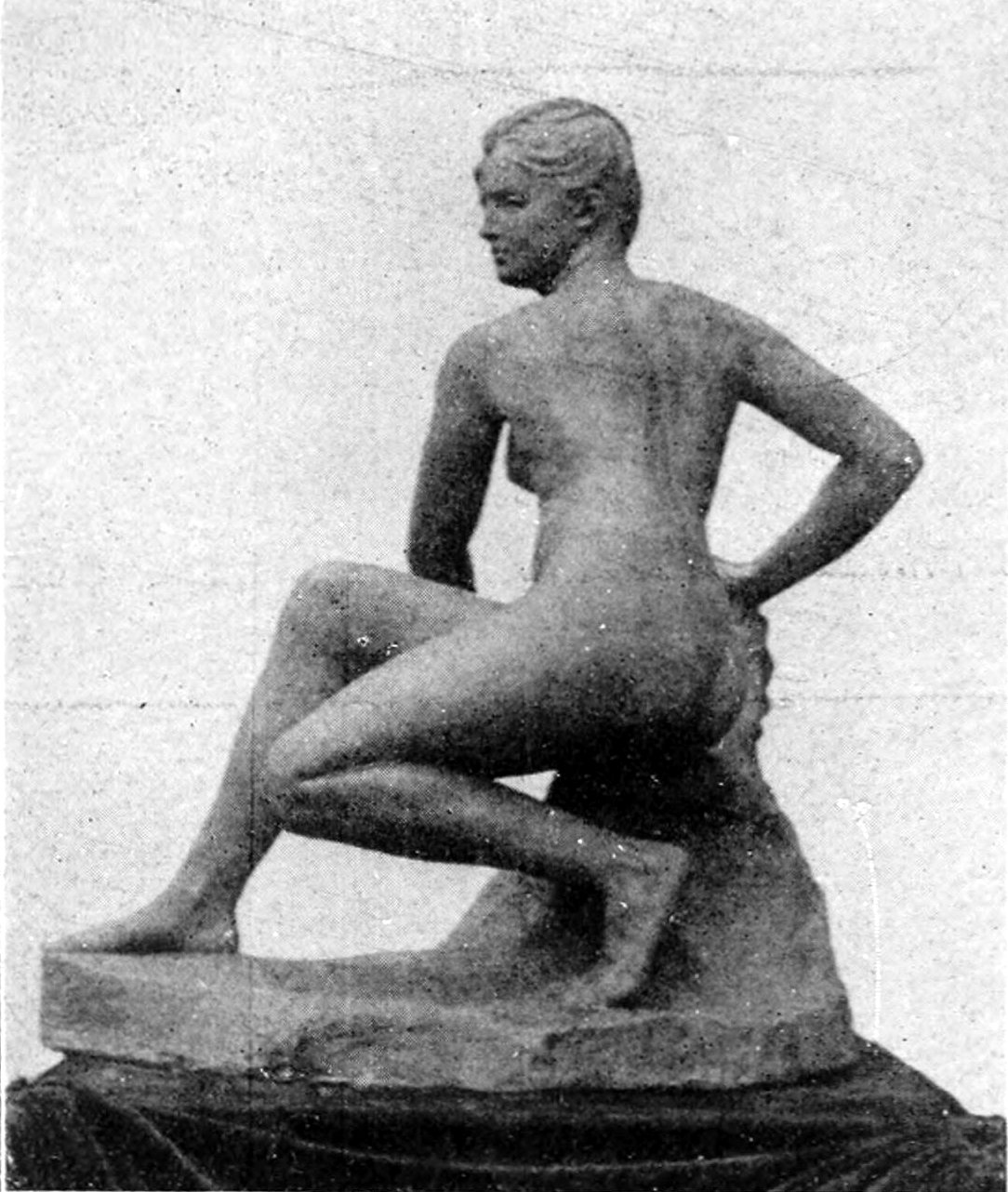
Diana sorprendida
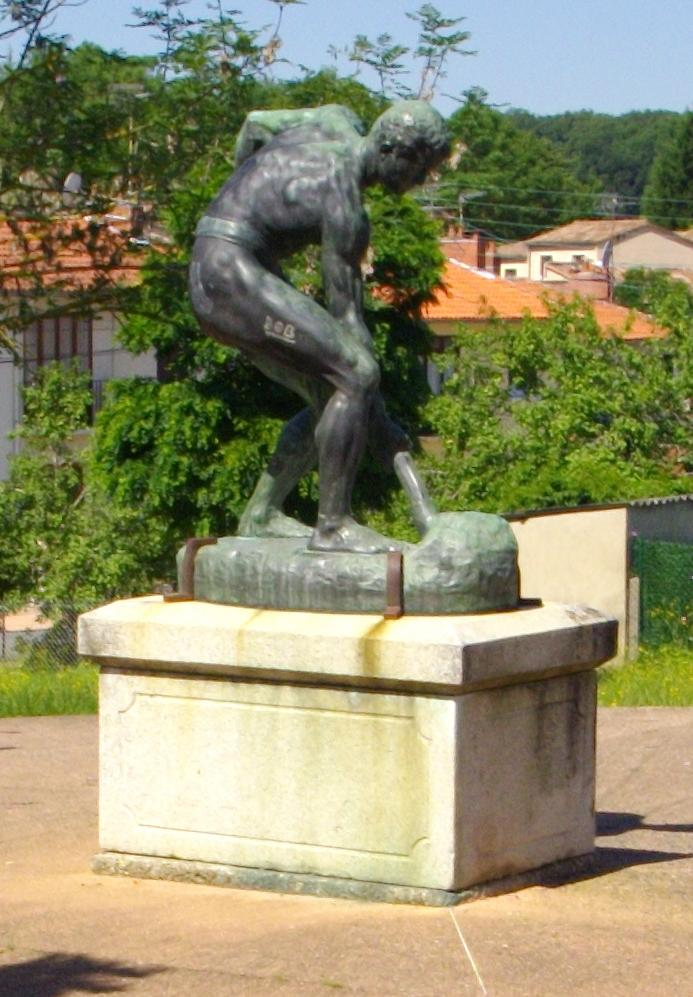
La obra del peón excavando, expuesta en Saint-Benoît-de-Carmaux.

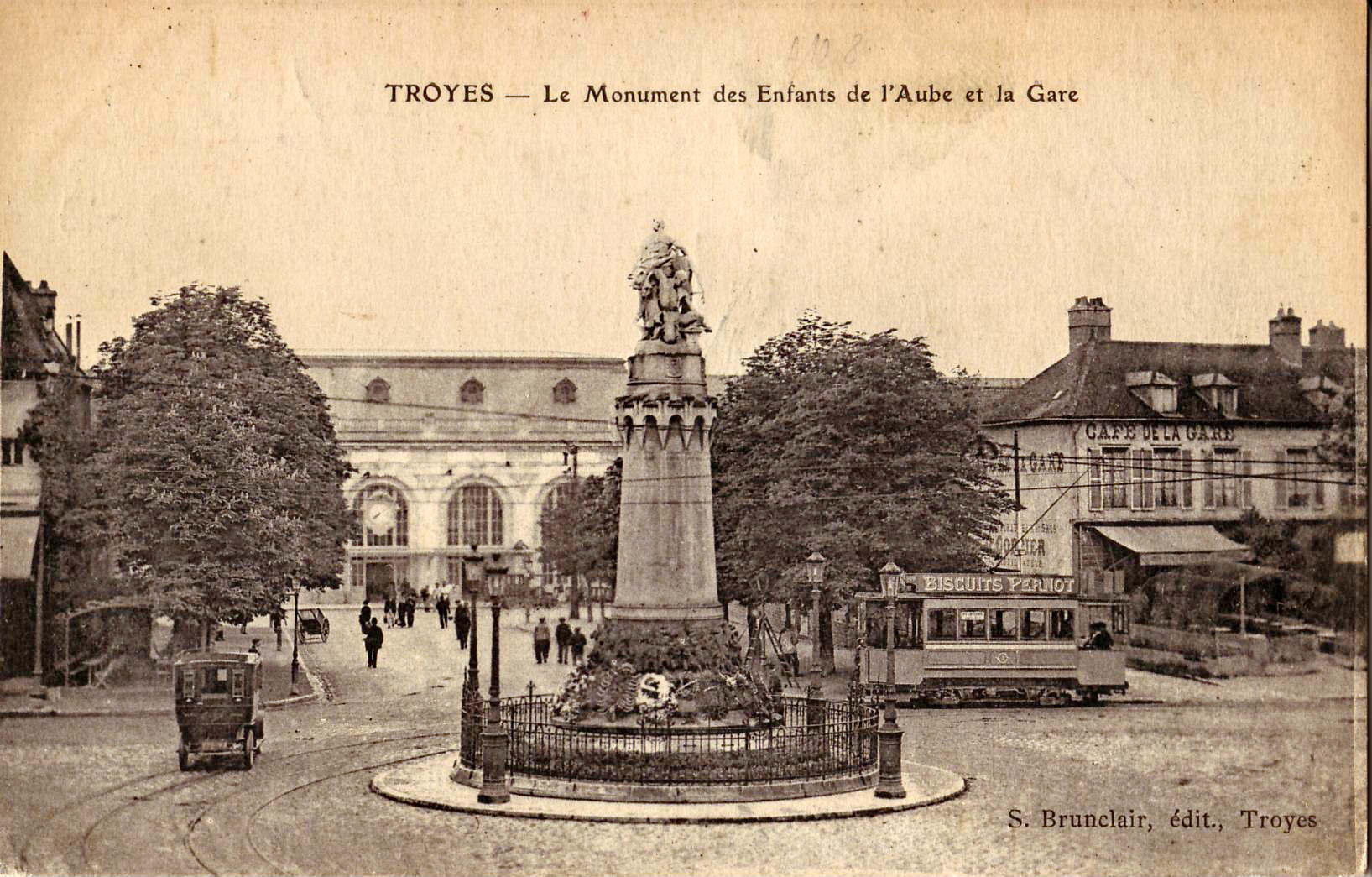
El Monumento a los Infantes del Aube muertos en la guerra de 1870-1871 frente a la estación de ferrocarril de Troyes. Postal timbrada en 1915.

- Monument aux Enfants de l'Aube morts à la guerre de 1870-1871

Monumento a los infantes del Aube muertos en la guerra de 1870-1871: para este importante monumento inaugurado en 1890, el grupo en mármol principal fue esculpido por Alfred Boucher, Désiré Briden realizó en bronce el friso circular del zócalo en altorrelieve . El monumento se encuentra frente a la entrada de la estación de Troyes. 48°17′47″N 4°4′0″E / 48.29639, 4.06667